# 시간 (드라마)
《시간》은 2018년 7월 25일부터 2018년 9월 20일까지 MBC에서 방송된 MBC 수목 미니시리즈이다.

## 등장 인물

### 주요 인물
- 서현 : 설지현 역
- 김정현 : 천수호 역 (아역 : 정지훈) (중도 하차)
- 김준한 : 신민석 역
- 황승언 : 은채아 역

### 수호 가족
- 최종환 : 천만희 회장 역
- 전수경 : 장옥순 여사 역 (특별출연)
- 서현우 : 천수철 역 (아역 : 송지우)

### 지현 가족
- 김희정 : 양희숙 역 (특별출연)
- 윤지원 : 설지은 역 (특별출연)

### 천수호의 주변 인물
- 조병규 : 김복규 역
- 주인영 : 홍 매니저 역
- 김용준 : 왕 셰프 역
- 강민아 : 미스 양 역

### 설지현의 주변 인물
- 안지현 : 오영희 역
- 김정태 : 금테 / 금태성 역 (특별출연)
- 허정도 : 강인범 실장 역

### 신민석의 주변 인물
- 최덕문 : 남대철 부장 역

### 그 외 인물들
- 이규정
- 서광재 : 천수호에게 교모세포종 진단을 내린 의사 역
- 김혜지 : 송유리 역 - 설지은의 친구
- 한여울
- 신난애
- 엄태옥
- 박진수
- 전준우
- 백남준
- 김윤미
- 장해민
- 유병선
- 조정문
- 김병철
- 김종호
- 이택근
- 최명고
- 김준섭
- 변동욱
- 류성렬
- 배해선 : 천수호의 엄마 역
- 안성건
- 송하림
- 김사훈
- 허동원
- 양조아
- 이윤상
- 이승형 : 은채아가 신민석이 누군지 아냐고 물었을 때 대답했던 남자 역
- 양준석
- 손인용
- 여지훈
- 김윤미
- 백남준
- 이진화
- 김기찬
- 김동석
- 염지혜
- 박민관
- 민구경
- 이동규
- 추연규
- 김도겸
- 문용일

## 시청률
최저 시청률과 최고 시청률은 시청률 조사회사와 지역별로 시청률에 차이가 있을 수 있습니다.
| 2018년 | 2018년   | 2018년         | 2018년       | 2018년         | 2018년       |
| 회차   | 방송일   | TNmS 시청률    | TNmS 시청률  | AGB 시청률     | AGB 시청률   |
| 회차   | 방송일   | 대한민국(전국) | 서울(수도권) | 대한민국(전국) | 서울(수도권) |
| ------ | -------- | -------------- | ------------ | -------------- | ------------ |
| 제1회  | 7월 25일 | 3.1%           | 3.6%         | 3.5%           | 3.7%         |
| 제2회  | 7월 25일 | 3.6%           | 3.8%         | 4.0%           | 4.2%         |
| 제3회  | 7월 26일 | 2.9%           | 3.0%         | 3.3%           | 3.4%         |
| 제4회  | 7월 26일 | 3.8%           | 4.1%         | 4.2%           | 4.5%         |
| 제5회  | 8월 1일  | 2.7%           | 2.8%         | 3.1%           | 3.2%         |
| 제6회  | 8월 1일  | 3.6%           | 3.7%         | 4.0%           | 4.1%         |
| 제7회  | 8월 2일  | 2.3%           | 2.4%         | 2.8%           | 2.9%         |
| 제8회  | 8월 2일  | 3.1%           | 3.3%         | 3.5%           | 3.6%         |
| 제9회  | 8월 8일  | 3.4%           | 3.6%         | 3.8%           | 4.0%         |
| 제10회 | 8월 8일  | 4.2%           | 4.3%         | 4.6%           | 5.3%         |
| 제11회 | 8월 9일  | 3.1%           | 3.4%         | 3.7%           | 3.9%         |
| 제12회 | 8월 9일  | 3.3%           | 3.6%         | 3.7%           | 4.1%         |
| 제13회 | 8월 16일 | 2.4%           | 2.5%         | 2.9%           | 3.0%         |
| 제14회 | 8월 16일 | 3.0%           | 3.1%         | 3.4%           | 3.5%         |
| 제15회 | 8월 22일 | 2.5%           | 2.6%         | 2.9%           | 3.1%         |
| 제16회 | 8월 22일 | 3.3%           | 3.5%         | 3.7%           | 3.8%         |
| 제17회 | 8월 29일 | 2.1%           | 2.2%         | 2.6%           | 2.7%         |
| 제18회 | 8월 29일 | 2.8%           | 2.9%         | 3.2%           | 3.3%         |
| 제19회 | 8월 30일 | 3.7%           | 4.0%         | 4.1%           | 4.5%         |
| 제20회 | 8월 30일 | 4.3%           | 4.8%         | 4.7%           | 5.0%         |
| 제21회 | 9월 5일  | 3.4%           | %            | 2.8%           | %            |
| 제22회 | 9월 5일  | 3.7%           | %            | 3.2%           | %            |
| 제23회 | 9월 6일  | %              | %            | 3.1%           | %            |
| 제24회 | 9월 6일  | %              | %            | 3.5%           | %            |
| 제25회 | 9월 12일 | %              | %            | 3.1%           | %            |
| 제26회 | 9월 12일 | %              | %            | 3.6%           | %            |
| 제27회 | 9월 13일 | %              | %            | 3.2%           | %            |
| 제28회 | 9월 13일 | %              | %            | 4.0%           | %            |
| 제29회 | 9월 20일 | %              | %            | 2.7%           | %            |
| 제30회 | 9월 20일 | %              | %            | 3.3%           | %            |
| 제31회 | 9월 20일 | %              | %            | 3.6%           | %            |
| 제32회 | 9월 20일 | %              | %            | 3.6%           | %            |

## 결방 사유 및 연속 방송
- 2018년 8월 15일 : 2018년 아시안 게임 축구 남자 E조 대한민국 VS 바레인 중계방송으로 인해 결방.
- 2018년 8월 23일 : 2018년 아시안 게임 중계방송으로 인해 결방.
- 2018년 9월 20일 : 밤 10시부터 4회 연속방송 (29회, 30회, 31회, 32회)

## 그 외
- 2018년 8월 26일, 천수호 역의 배우 김정현이 건강 상의 문제로 (섭식장애, 수면장애 등) 드라마 시간에서 하차하였다.[3]

## 동시간대 드라마
- KBS 수목드라마

《당신의 하우스헬퍼》 (2018년 7월 4일 ~ 2018년 8월 29일)
《오늘의 탐정》 (2018년 9월 5일 ~ 2018년 11월)
- SBS 수목드라마

《친애하는 판사님께》 (2018년 7월 25일 ~ 2018년 9월 20일)

## 같이 보기
- 대한민국의 텔레비전 드라마 목록 (ㅅ)
- 2018년 대한민국의 텔레비전 드라마 목록